# BBC Radio Cymru
BBC Radio Cymru – brytyjska stacja radiowa, należąca do publicznego nadawcy radiowo-telewizyjnego BBC i nadająca w całości w języku walijskim, z wyjątkiem godzin nocnych. Kanał został uruchomiony 3 stycznia 1977 roku. Obecnie jest dostępny na terenie całej Walii w analogowym i cyfrowym przekazie naziemnym. Oprócz tego można go znaleźć na wszystkich brytyjskich platformach cyfrowych, a także w przekazie internetowym w formacie Windows Media Audio. 

## Format
Pod względem programowym Radio Cymru jest stacją ogólnotematyczną, emitującą audycje informacyjne, muzyczne, dokumentalne, rozrywkowe, sportowe itd. Audycje nadawane są z trzech ośrodków, zlokalizowanych w Cardiff, Bangor i Aberystwyth. Stacja nadaje własny program od 05:30 do 24:00. W nocy na jej falach nadawana jest anglojęzyczna audycja Up All Night, produkowana w Salford przez BBC Radio 5 Live i transmitowana przez większość lokalnych i regionalnych stacji BBC.
Stacją siostrzaną wobec Radio Cymru jest BBC Radio Wales, anglojęzyczny regionalny kanał radiowy BBC dla Walii. 

## Wyniki słuchalności
Według danych z września 2011, w obszarze zasięgu technicznego Radio Cymru mieszka 2,524 mln osób powyżej piętnastego roku życia, z czego stacji regularnie słucha ok. 138 tysięcy osób. Daje to jej to wynik na poziomie 2,8% słuchalności.